# Sol Córdoba
Sol Córdoba (Pilar, Provincia de Buenos Aires, Argentina; 4 de marzo de 2005) es una futbolista argentina. Juega de defensora central en River Plate de la Primera División Femenina de Argentina.

## Trayectoria

### Inicios
Desde los 4 años demostró su gusto por el fútbol, y desde los 6 años comenzó a entrenar en "Gauchitos Pilarica-Escuela Municipal". Con este último, en a categoría Sub-16 en el año 2018 disputó la Liga Conmebol de Desarrollo en el que culminaron en cuarto puesto. También jugó en la categoría Sub-14.

### Real Pilar
Llega a Las Reinas para la temporada 2019 de la Primera División B (segunda categoría). Debutó y marcó su primer gol oficial el 16 de marzo de 2019, con 14 años, ante Puerto Nuevo por la sexta fecha de la fase campeonato de la Primera División B 2018-19. Su gol le dio la victoria a su equipo 1-2. En julio de 2019 jugaron la final por ascender a primera ante S.A.T., perdiendo 1-0 (global 3-2) y quedando en la puerta del ascenso a la máxima categoría.

### River Plate
En 2019 llega al millonario para jugar en la categoría Sub-14, aunque rápidamente fue ascendida al conjunto Sub-16. Llegó a entrenar con el primer equipo cuando el técnico Daniel Reyes la convocó para ser parte de algunos entrenamientos con el plantel superior en la reserva.
En junio de 2022 logró la medalla de bronce (tercer puesto) en la Fiesta Evolución 2022 celebrada en Paraguay, tras vencer  Yaracuyanos de Venezuela. Fue titular en todos los partidos.
En mayo de 2022 se consagró campeona de la Liga Desarrollo AFA (anteriormente la había jugado con Gauchitos Pilarica).
Por su buena actuación en Sub-16, fue ascendida a la reserva, convirtiéndose en la capitana del equipo. En octubre de 2022 se corona campeona con la reserva de La Banda, marcando uno de los goles ante Excursionistas en la victoria de su equipo 4-0.

## Selección nacional
En abril de 2019 fue parte del combinado Sub-15. En julio de 2019 fue convocada al seleccionado Sub-17. Fue convocada nuevamente en octubre de 2021.

## Estadísticas

### Clubes
| Club        | País      | Año             |
| ----------- | --------- | --------------- |
| Real Pilar  | Argentina | 2019            |
| River Plate | Argentina | 2019 - presente |

## Vida personal
Es hincha de River Plate. Aunque es defensora se ha desempeñado también como delantera. Sus referentes son Andrea López y Agustina Barroso.